# Slag bij Calama
De Slag bij Calama was een veldslag tussen de Romeinen en de Vandalen in de oorlog die bekend staat als de Vandaalse verovering van Noord-Africa. De slag vond plaats in mei 430 in de buurt van de stad Calama. Het Romeinse leger  aangevoerd door comes Africae Bonifatius probeerde hier de opmars van de Vandalen te stuitten die het jaar daarvoor onder leiding van koning Geiserik de straat van Gibraltar waren overgestoken.

## De opmars van de Vandalen
De Vandalen waren op weg richting het gebied waar de belangrijkste steden lagen, de graanschuur van Afrika: Africae  Zeugitana.  Onderweg hiernaartoe ondervonden ze weinig tegenstand van de Romeinen. Volgens Possidius, bisschop van Calama en ooggetuige, verwoesten de Vandalen alles wat zij tegenkwamen:  
«woedend van wreedheid en barbaarsheid, overstekend naar onze provincies en gebieden,  verwoestten ze alles wat ze konden door hun plundering, moord en allerlei martelingen, brandstichtingen en andere ontelbare en onuitsprekelijke misdaden, zonder rekening te houden met geslacht of leeftijd, noch spaarden zij de priesters en mannen van God, noch de ornamenten of vaten van de kerken en de gebouwen..« Possidius, Vita S. Augustini, hoofdstuk 28 

## De Romeinse defensie
Begin 430 arriveerde Romeinse generaal Bonifatius in Africa om leiding te geven aan de strijd tegen de Vandaalse invallers. Bij hem rustte de moeilijk taak de verdediging op orde te brengen en te versterken. Zijn troepenmacht bestond uit het reguliere veldleger, de Comitatenses, aangevuld met de expeditiemacht van generaal Sigiswult die na de burgeroorlog van 427-429 in Africa was achtergebleven. Het hart van dit leger werd gevormd door zijn eigen Gotische bucellari. 
Het is onbekend hoe groot dit leger was, maar moet volgens Hughes gelijkwaardig zijn geweest aan dat van Geiserik, anders had Bonifatius de strijd niet aangedurfd. Geiseriks' strijdmacht bestond uit Vandalen en Alanen, aangevuld door een Gotische stam en krijgers van verschillende herkomst en bedroeg 15.000-20.000 strijders.

## De veldslag
Calama wordt in het primaire bronnenmateriaal niet genoemd als locatie waar werd gestreden, maar heeft hiervoor wel de beste papieren. Er zijn sterke vermoedens dat het in de buurt van Calama was, omdat Possidius als ooggetuige hier vandaan naar Hippo vluchtte. Calama werd door de Vandalen ingenomen en gebrandschat. Procopius verhaalt in zijn Geschiedenis van de Oorlogen - een honderd jaar later - dat Bonifatius het leger van de Romeinen aanvoerde in de strijd, maar verslagen werd door de Vandalen en gedwongen te vluchten naar de veiligheid van de muren van Hippo.
Bonifatius werd door Geiserik overklast omdat deze een betere strateeg was. In al zijn gevechten met de Romeinen eindige Geiserik als overwinnaar, hetgeen uitzonderlijk was, omdat het Romeinse leger tot ver in de vijfde eeuw altijd als bovenliggende partij eindigde. Anderzijds waren troepen van Bonifatius, op zijn eigen bucellari na, niet van dezelfde kwaliteit als Geiseriks' strijders. De Vandalen waren gehard in de strijd, terwijl het leger van de Romeinen divers was samengesteld en niet gewend om als eenheid op te treden. De Romeinen werden uiteindelijk in het nauw gedreven en moesten zich terugtrekken in de versterkte steden. Bonifatius verschanste zich met zijn bucellari in Hippo Regius dat vervolgens door de Vandalen werd belegerd. Het nabij gelegen Camala werd door de Vandalen ingenomen en deels verwoest.
Volgens Ian Hughes moet de regering van Ravenna kort daarna dringende hulpoproepen naar Constantinopel hebben gestuurd, zodat de Oost-Romeinse hulp in 431 arriveerde. De situatie was kritiek. Bonifatius werd belegerd bij Hippo en de Vandalen waren daarom feitelijk in het bezit van de graanschuur van West-Rome, en het is zeer waarschijnlijk dat de stad Rome opnieuw met hongersnood te maken kreeg.